# 木田裕士・唐橋ユミ ジパングの黄金
『木田裕士・唐橋ユミ ジパングの黄金』（きだひろし・からはしゆみ ジパングのおうごん）は文化放送のラジオ番組。2022年9月26日開始。

## 概要
文化放送にて毎週月曜日の19時より、ビジネス経済ゾーンとして放送していた枠に、2022年10月より新たなビジネス経済番組として放送開始。
「ジパングの黄金」と題して、日本の経済や黄金期を切り拓いたビジネスパーソンや著名人、文化人をゲストに迎え、幼少期からの歴史、会社の歴史や哲学、未来の展望、ゲストの応援ソングなどを聞いていく。
同文化放送にて、2014年10月から2015年3月までオンエアしていた、「木田裕士 ジパングの黄金」のシーズン2として、パーソナリティにフリーアナウンサーとして活躍する唐橋ユミを新たに迎え「木田裕士・唐橋ユミ　ジパングの黄金」として再始動した。

## 放送時間
- 毎週月曜 20:30 - 21:00

## 出演者

### パーソナリティ
- 木田裕士（クリエイティブプランナー、実業家、起業家）
- 唐橋ユミ（フリーアナウンサー）

### 出演ゲスト
※出演時の役職
- 株式会社良品計画　松井忠三会長
- 株式会社にんべん　髙津伊兵衛社長
- 株式会社しまむら　野中正人社長
- 日本テレビホールディングス株式会社　小杉善信前社長
- タマホーム株式会社　玉木康裕社長
- 元文部科学大臣・自民党政調会長 下村博文先生
- 東急株式会社　堀江正博社長
- ジョルダン株式会社  佐藤俊和社長
- 株式会社喜代村　木村清社長
- 旭酒造株式会社　桜井博志会長
- 松竹芸能株式会社　井上貴弘社長
- キーコーヒー株式会社　柴田裕社長
- 株式会社東京ドーム　長岡勤社長
- 株式会社オービックビジネスコンサルタント　和田成史社長
- 株式会社シャトレーゼホールディングス　齊藤寛会長
- 松井証券株式会社　和里田聰社長
- ライフネット生命保険株式会社　出口治明会長
- 株式会社インターメスティック　上野博史社長
- 株式会社モスフードサービス　中村栄輔社長
- 株式会社バスクリン　三枚堂正悟社長
- 株式会社ノジマ　野島廣司社長
- 株式会社サンミュージックプロダクション　相澤正久社長
- 日本和装ホールディングス株式会社　吉田重久社長
- 株式会社ユーグレナ　出雲充社長
- 株式会社エコ配　片地格人社長
- チロルチョコ株式会社　松尾利彦社長
- 株式会社トミーテック　岩附美智夫社長
- 山万株式会社　嶋田哲夫社長
- Sansan株式会社  寺田親弘社長
- 雑誌レオン　岸田一郎創刊編集長
- 株式会社ライフコーポレーション　岩崎高治社長
- 日本テレビ放送網株式会社　土屋敏男プロデューサー
- 株式会社トーイズ　北原照久社長
- 猿田彦珈琲株式会社　大塚朝之社長
- 小滝橋動物病院グループ　中村泰治代表
- 作詞家　売野雅勇氏
- 株式会社赤ちゃん本舗　味志謙司社長
- 株式会社ハイデイ日高　青野敬成社長
- 株式会社Wellness Me　森本智子社長
- ピアニスト　西川悟平氏
- 株式会社ブシロード　木谷高明社長
- 株式会社つばめ　石倉知忠社長
- 声優　速水奨氏
- 株式会社バニッシュ・スタンダード　小野里寧晃社長
- 声優　松本梨香氏
- ブックオフグループホールディングス株式会社　堀内康隆社長
- 株式会社Ridge-i　柳原尚史社長
- 株式会社HIKKY　舟越靖社長
- 株式会社BitStar　渡邉拓社長
- 株式会社バンダイナムコミュージックライブ　垰義孝社長
- 公益社団法人日本女子プロサッカーリーグ　髙田春奈理事長
- ミズノ株式会社　水野明人社長
- アイコム株式会社　中岡洋詞社長
- 一般社団法人日本承継寄付協会　三浦美樹代表理事
- JCBBホールディングス株式会社　東上征司社長
- 株式会社キングジム　宮本彰社長
- ダイヤ精機株式会社　諏訪貴子社長
- ユニバーサルミュージック合同会社　藤倉尚社長
- 一般社団法人炭素回収技術研究機構　村木風海代表理事
- 株式会社地球の歩き方　新井邦弘社長
- 株式会社ぐるなび　杉原章郎社長
- 株式会社タニタ　谷田千里社長
- クラシエホールディングス株式会社　岩倉昌弘社長
- 株式会社エステー　上月洋社長
- 株式会社ビーケージャパンホールディングス　野村一洋社長
- 歌手　中村あゆみ氏
- 株式会社リンガーハット　佐々野諸延社長
- 株式会社サクラクレパス　西村彦四郎社長
- 株式会社サンマルクカフェ　鎌田滋之社長
- 株式会社東洋経済新報社　田北浩章社長
- スカイマーク株式会社　洞駿社長
- ほまれ酒造株式会社　唐橋裕幸社長
- ポッカサッポロフード＆ビバレッジ株式会社　時松浩社長
- 株式会社バンダイ　竹中一博社長
- チャコット株式会社　馬場昭典社長
- VISITS Technologies株式会社　松本勝CEO
- コクヨ株式会社　黒田英邦社長
- ヤマハ株式会社　中田卓也社長
- 株式会社パリミキホールディングス　澤田将広社長
- 株式会社ニチレイ　大櫛顕也社長
- かどや製油株式会社　久米敦司社長
- 株式会社イエローハット　堀江康生社長
- 株式会社早稲田アカデミー　山本豊社長
- 美術家　長坂真護氏
- 株式会社CHINTAI　奥田倫也社長
- ガイナーレ鳥取　岡野雅行GM
- 作家　今村翔吾氏
- カーリング選手　藤澤五月氏
- 株式会社崎陽軒　野並晃社長
- マルコメ株式会社　青木時男社長
- 株式会社HEXEL Works　坂本孝行社長
- 味の素株式会社　藤江太郎社長
- 森永製菓株式会社　太田栄二郎社長
- 東京ガス株式会社　笹山晋一社長
- 亀田製菓株式会社　髙木正紀社長
- KCJ GROUP株式会社　圓谷道成社長
- 日本障がい者サッカー連盟　北澤豪会長
- 株式会社アノマリー　カリスマカンタロー氏
- 三井住友トラストクラブ株式会社　五十嵐幸司社長
- カルチュア・コンビニエンス・クラブ株式会社　髙橋誉則社長
- 東海汽船株式会社　山﨑潤一社長
- 東京カレンダー株式会社　坂下陽子社長
- 元格闘家　大山峻護氏
- インフロレッセンス株式会社　井川沙紀社長
- 岩塚製菓株式会社　槇大介社長
- ROSE LABO株式会社　田中綾華社長
- SAPIX YOZEMI GROUP　髙宮敏郎共同代表、髙宮信乃事業本部長
- 株式会社ヴィス　中村勇人会長
- 株式会社リコー　山下良則会長
- スポーツキャスター　宮下純一氏
- タレント、プロ雀士　中田花奈氏
- ラオックス・グローバルリテーリング株式会社　西井剛社長
- 島村楽器株式会社　廣瀬利明社長
- 株式会社パソナ東北創生　戸塚絵梨子社長
- メディカル・データ・ビジョン株式会社　岩崎博之社長
- 東映株式会社　吉村文雄社長
- 花キューピット株式会社　𠮷川登社長
- 株式会社BookLive　淡野正社長
- バリューマネジメント株式会社　他力野淳社長
- 株式会社津乃鶴　川島章良社長
- 株式会社LegalOn Technologies　角田望社長
- スマートニュース株式会社　浜本階生社長
- 第一三共ヘルスケア株式会社　内田高広社長
- 株式会社LIFULL　伊東祐司社長
- YKK株式会社　大谷裕明社長
- 株式会社コメダ　甘利祐一社長
- 株式会社TORIHADA　若井映亮社長
- 漫画家　𠮷田聡氏
- 株式会社ICHIGO　近本あゆみ社長
- 株式会社龍角散　藤井隆太社長
- タレント　照英氏
- 横河デジタル株式会社　鹿子木宏明社長
- 株式会社ドムドムフードサービス　藤崎忍社長
- 株式会社アイオネクト　宮永伊織社長
- 三井化学株式会社　橋本修社長
- タレント　はいだしょうこ氏
- 東京テアトル株式会社　太田和宏社長
- メゾンカカオ株式会社　石原紳伍社長
- 衆議院議員　平沢勝栄氏
- 株式会社find　高島彬社長
- 株式会社Rosy luce co.　板野友美社長
- 株式会社SmartHR　芹澤雅人社長
- 岡本株式会社　岡本隆太郎社長
- フォーサイト総合法律事務所　大村健先生
- 株式会社スペースマーケット　重松大輔社長

他